# Miraflores (Castilla)
Miraflores es un pueblo y urbanización peruana ubicada en el distrito de Castilla, perteneciente a la provincia y departamento de Piura, al norte del Perú. 

## Ubicación
Miraflores se ubica al oeste de la provincia de Piura, en el distrito de Castilla, en el departamento de Piura.

## Demografía
En 2017 Miraflores tenía una población de 1165 habitantes.
| Gráfica de evolución demográfica de Miraflores entre 1993 y 2017 |
|                                                                  |
| Fuentes: Población 1993 y 2017                                   |